# Stark (Wisconsin)
Stark – miasto w Stanach Zjednoczonych, w stanie Wisconsin, w hrabstwie Vernon.